# Guibemantis pulcher
Guibemantis pulcher är en groddjursart som först beskrevs av George Albert Boulenger 1882.  Guibemantis pulcher ingår i släktet Guibemantis och familjen Mantellidae. IUCN kategoriserar arten globalt som livskraftig. Inga underarter finns listade i Catalogue of Life.